# Bitka pri Sisku
Bitka pri Sisku leta 1593 je bila pomembna bitka med krščanskimi in osmanskimi četami. Končala se je s porazom osmanske vojske.
Bitka se je odvijala pri današnjem Sisku (Hrvaška). Vodja osmanskih enot je bil Hasan Paša Predojević, medtem ko je cesarske sile vodil habsburški general baron Ruprecht von Eggenberg.
Bitka je povrnila ravnotežje vojaških sil na zahodnem Balkanu, glavnina osvajalnih osmanskih sil pa se je usmerila na sever v srednjo Evropo in proti Dunaju. S to bitko so se končali močnejši osmanski vpadi na ozemlje Vojne krajine, Kranjske, Koroške in Štajerske. S tem se je razbremenila tudi vojaška vloga slovenskih dežel, habsburška monarhija pa je utrdila položaj na tem območju.

## Uvod
Potem, ko je osmanski sultan Murat III. leta 1590 sklenil mir s Perzijo, so se na zahodnem Balkanu po nekaj letih zatišja zopet pričeli večji spopadi in vdori osmanskih čet na to ozemlje. Cesar Rudolf II. je zato na osmanski dvor v Istanbul poslal poslance, ki so 29. novembra dosegli premirje, ki naj bi trajalo osem let. Naslednje leto, pod pritiskom vojaških krogov na Muratovem dvoru, je sultan za poveljnika osmanskih sil na tem območju imenoval Hasana pašo Predojevića, ki je bil znan po bojevitosti in osvajalnih pohodih. Po nekaj zmagah hrvaškega bana Tomaža Erdõdyja nad njegovimi četami je osmanskemu poveljniku uspelo zasesti pomembno utrdbo Bihać na poti proti zahodu. Na levem bregu Kolpe je dal leta 1592 zgraditi trdnjavo Yeni Hisar (kasnejša Petrinja), od koder je načrtoval napad na Sisek.
Gradnja trdnjave Sisek se je začela že leta 1544 in bila končana v nekaj letih. Finančna sredstva in orožje so ji zagotovile predvsem notranjeavstrijske dežele. Kasneje je na območju med Karlovcem, ustanovljenim 1579, in Siskom nastal niz manjših utrdb in opazovalnic, imenovan Kolpska krajina.

## Priprave
Zaradi neuspehov na bojišču je bil na čelo krščanskih sil postavljen Ruprecht Eggenberg. 27. aprila 1593 je bil razglašen odlok o napotitvi deželnih vojska v Vojno krajino.
Na ozemlju med Zagrebom in Siskom se je junija 1593 zbrala krščanska vojska na čelu s Tomažem Erdõdyjem, ki je poveljeval ogrskim četam, Ruprecht Eggenberg je poveljeval nemškim , Andrej Turjaški pa kranjskim četam, vsega skupaj približno 5000 mož. Utrdbo Sisek je branilo okoli 800 mož.

## Bitka
Obleganje Siska se je začelo z utrjevanjem položajev osmanske vojske, ki je štela približno 12000 mož, na desnem bregu Kolpe 15. junija 1593. Glavnina krščanske vojske se je potem, ko utrdba ni mogla več dolgo zdržati pritiskov osmanske vojske, pomaknila proti Sisku. Hasan paša se je zato z večino svoje vojske prestavil na levi breg Kolpe.
Dne 22. junija, na dan sv. Ahaca, se je začela odločilna bitka. Po začetnem neuspešnem napadu sil Tomaža Erdõdyja je Andrej Turjaški s svojimi in štajerskimi strelci zaustavil osmanski protinapad in jih potisnil proti Kolpi. Hkrati so s pomočjo posadke v utrdbi zavzeli majhen most čez reko Kolpo ter tako presekali pot osmanski vojski pri njenem umiku. Osmanom tako ni preostalo drugega kot da poskušajo preplavati reko. Večina jih je pri tem utonila, med drugim tudi njihov poveljnik Hasan paša Predojević. Ostanek osmanske vojske se je razbežal po pokrajini in za sabo pustil veliko količino orožja in hrane, ki so si ga pripravili za obleganje.

## Epilog
Vest o zmagi nad Osmani je odmevala po vsej krščanski Evropi. Oglasili so se papež Klemen VIII., cesar Rudolf II. in španski kralj Filip II., ki so dali priznanje poveljnikom krščanske vojske. 
Poraz osmanske vojske je povzročil vojno med Osmanskim imperijem in Habsburžani, ki je trajala vse do leta 1606.

## Zanimivosti
- Še danes v spomin na zmago vsak dan ob 14. uri zvoni zvon zagrebške stolnice.
- Slovenski pesnik Janez Menart je napisal pesem Bitka pri Sisku.